# Toshihira Ōsumi
Toshihira Ōsumi (jap. 大隅 俊平, Ōsumi Toshihira, wirklicher Name: Ōsumi Sadao oder Ōsumi Tadao; Anm. * 23. Januar 1932 in Ōta, Präfektur Gunma; † 4. Oktober 2009 ebenda) war ein japanischer Schwertschmied. Er wurde 1997 als Lebender Nationalschatz für das Wichtige immaterielle Kulturgut „Schwertschmiedekunst“ deklariert.
Toshihira erlernte die Schwertschmiedkunst in Sakaki in der Präfektur Nagano bei dem ebenfalls zum Lebenden Nationschatz ernannten Schmied Miyairi Yukihira (1913–1977). 1958 kehrte er in seine Heimatstadt Ōta zurück und betrieb eine eigene Schmiede, in der er mittels Tamahagane Schwerter in der Bitchū-Tradition mit Hamon in der Suguha-Form fertigte. Er wurde insgesamt dreimal mit dem Masamune-Preis (正宗賞), der nach dem Schwertschmied Masamune benannt ist, ausgezeichnet. 1988 wurde er als Ehrenbürger seiner Heimatstadt geehrt. 1999 erhielt er die Ehrenmedaille am violetten Band und 2006 den Orden der Aufgehenden Sonne (Verdienstklasse Kommandeur).
Toshihira Ōsumi starb im April 2009 im Alter von 77 Jahren in seinem Haus in Ōta.